# Jules Zvunka
Jules Zvunka (Le Ban-Saint-Martin, 17 agosto 1941) è un ex calciatore e allenatore di calcio francese, di ruolo difensore.

## Carriera
Proveniente da una famiglia di calciatori (entrambi i fratelli, Georges e Victor, intrapresero la carriera di calciatore ed in seguito allenatore di calcio), crebbe nello stesso club in cui si formarono i due fratelli, il Metz. Passato nel 1966 all'Olympique Marsiglia, vi rimase fino alla fine della sua carriera, nel 1973, assumendo anche la fascia di capitano. Con il club marsigliese Zvunka vinse inoltre due campionati consecutivi e due edizioni della Coppa di Francia. Al termine della sua carriera divenne allenatore della squadra delle riserve dell'Olympique Marsiglia, ma ebbe modo di allenare la prima squadra in più occasioni (dal 1974 al 1976, vincendo un'edizione della Coppa di Francia, nel 1977 e dal 1978, subentrando a Ivan Marković, al 1980). Dal 1982 al 1984 Zvunka allenò invece l'Aix, squadra allora militante in Division 2.

## Palmarès

### Calciatore
- Campionato francese: 2

Olympique Marsiglia: 1970-1971, 1971-1972
- Coppa di Francia: 2

Olympique Marsiglia: 1968-1969, 1971-1972
- Supercoppa francese: 1

Olympique Marsiglia: 1971

### Allenatore
- Coppa di Francia: 1

Olympique Marsiglia: 1975-1976